# Preconcentrador
Un preconcentrador es un dispositivo electromecánico que se emplea para concentrar trazas de compuestos orgánicos volátiles (VOCs) presentes en atmósferas o corrientes de gases. Se puede conectar a otros dispositivos (detectores) que permiten identificar y cuantificar los diferentes VOCs presentes.
- Datos: Q5411176